# Ögonnopping
Ögonnopping (Entoloma lividocyanulum) är en svampart som först beskrevs av Robert Kühner, och fick sitt nu gällande namn av Meinhard (Michael) Moser 1986. Ögonnopping ingår i släktet Entoloma och familjen Entolomataceae.  Arten är reproducerande i Sverige. Inga underarter finns listade i Catalogue of Life.